# Toon Oprinsen
Antonius Adrianus Henricus Oprinsen (Tilburg, 25 novembre 1910 – Vught, 14 gennaio 1945) è stato un calciatore olandese, di ruolo centrocampista.